# 味美站 (名铁)
味美站（日语：／ Ajiyoshi eki */?）是一個位於愛知縣春日井市西本町，屬於名古屋鐵道小牧線的鐵路車站。車站編號為KM11。

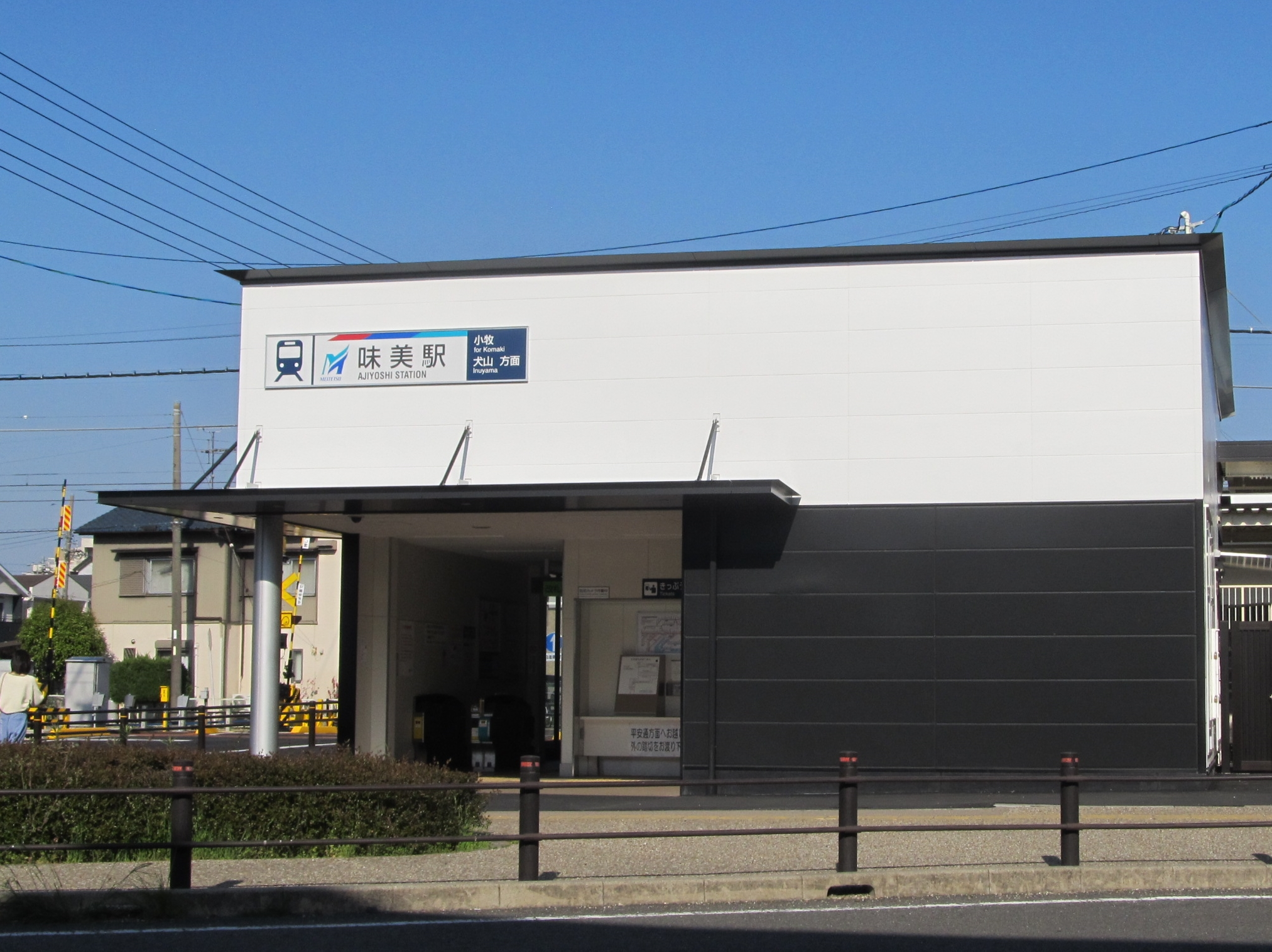
往小牧方向的站房（2021年4月）

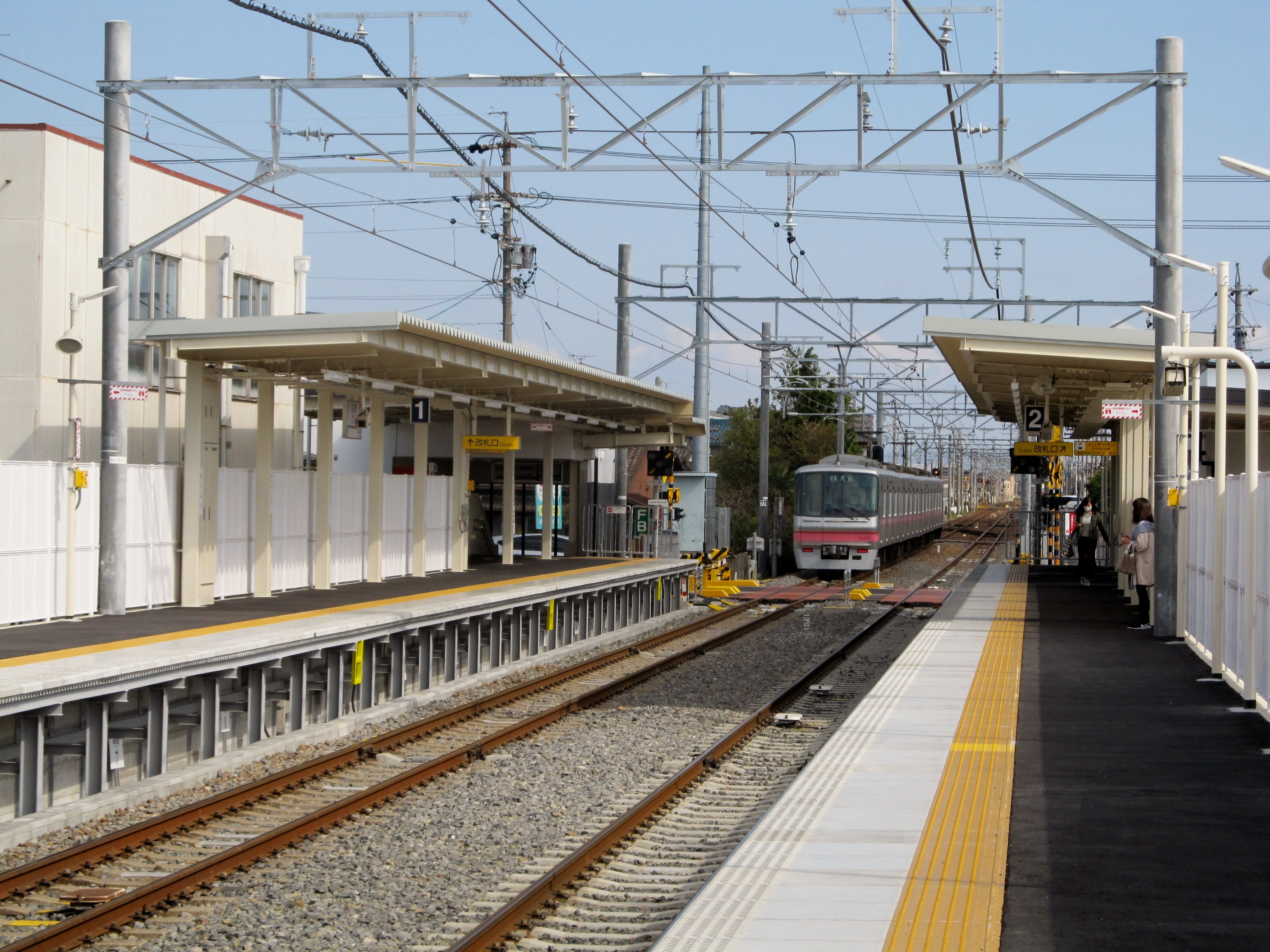
月台（2021年4月）

## 車站結構

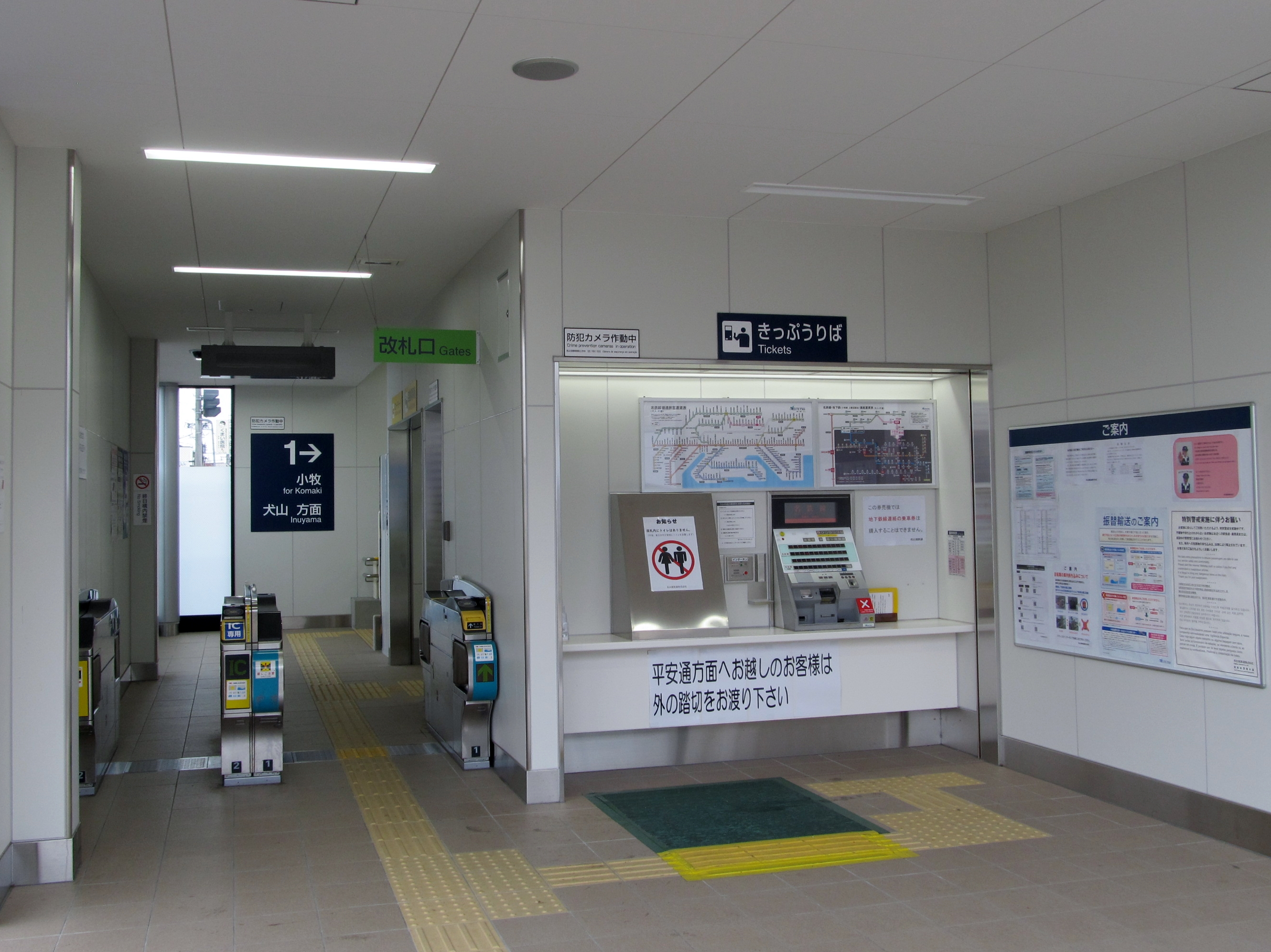
往小牧方向的閘口（2020年10月）

島式月台1面2線的地面車站。月台對應4節編號。引入車站集中管理系統的無人站。

### 月台配置
| 月台 | 路線   | 方向 | 目的地             |
| ---- | ------ | ---- | ------------------ |
| 1    | 小牧線 | 下行 | 小牧、犬山方向     |
| 2    | 小牧線 | 上行 | 上飯田、平安通方向 |

## 相鄰車站
名古屋鐵道
 小牧線
味鋺（KM12）－味美（KM11）－春日井（KM10）

## 外部連結
- 味美 - 名古屋鐵道